# オレゴン工科大学
オレゴン工科大学（オレゴンこうかだいがく、The Oregon Institute of Technology, Oregon Tech）は、アメリカ合衆国オレゴン州のクラマスフォールズにメイン・キャンパスを構える州立大学。
技術系及び健康科学関連の多くの分野で学士号及び準学士号を提供している。ポートランドに2つのサブ・キャンパス、ワシントン州シアトルにボーイング社との共同敷地を有する。1980年代後半、Oregon Techは人気のある工学系分野の大学院課程を開始した。

## 歴史

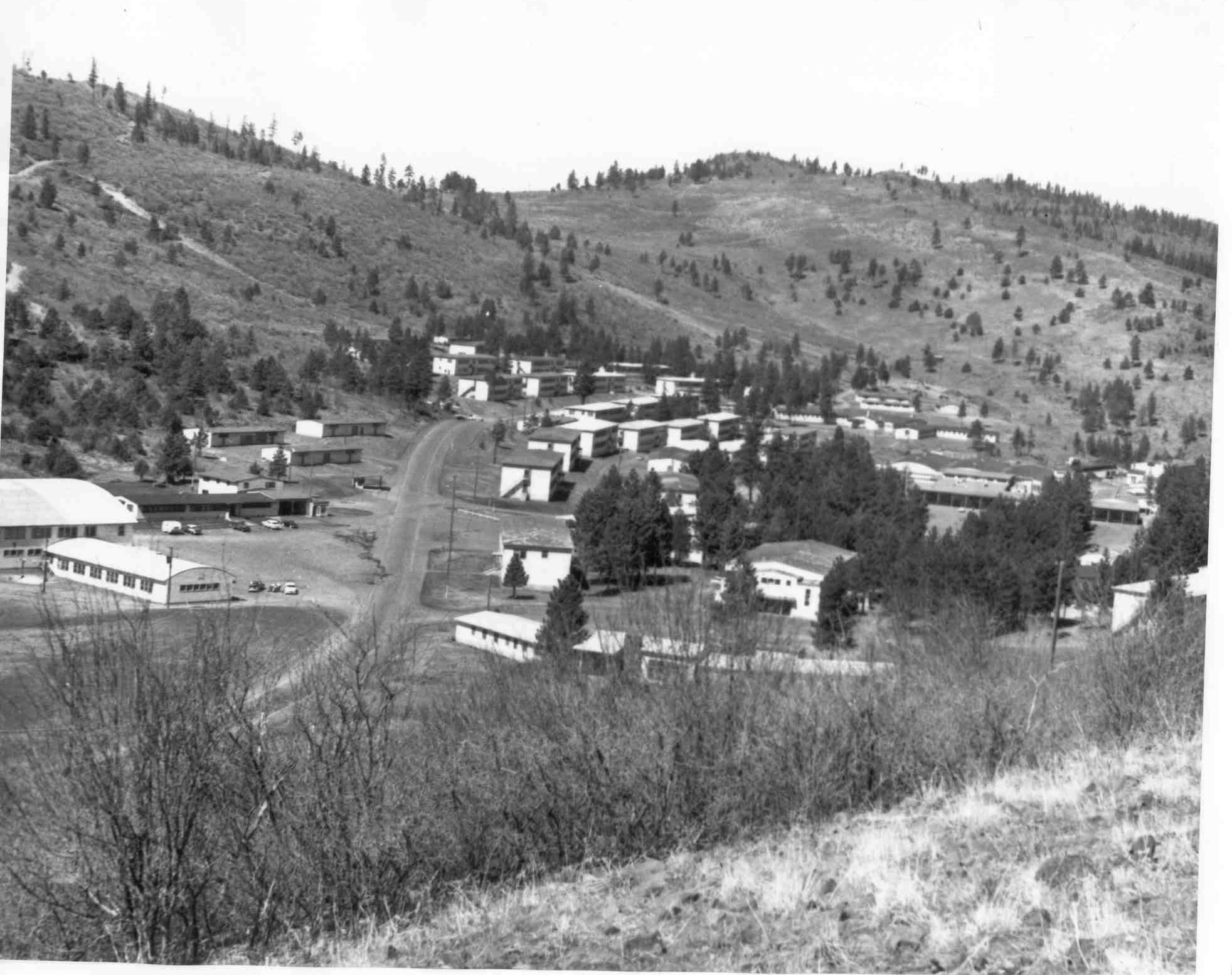
初期のキャンパス

1947年、第二次世界大戦退役軍人の再教育を目指してオレゴン職業訓練学校（Oregon Vocational School）として設立された。1948年にオレゴン工科大学（Oregon Technical Institute, OTI）に改称。1964年にはアッパークラマス湖を展望する現在の場所へキャンパスが移り、1973年に現在のオレゴン工科大学（Oregon Institute of Technology, Oregon Tech）へ改称された。

## 学位プログラム

### 理学修士号
- 製造エンジニアリングテクノロジー

### 理学士号
- 応用心理学
- 土木工学
- 臨床検査科学 （オレゴン健康科学大学 OHSU との共同学位）
- コミュニケーション学
- 情報工学
- 口腔衛生学
- 心エコー検査法
- 電子工学
- 環境科学
- 地理情報学
- 健康科学
- 情報技術
- 経営学（下記の専攻を含む）
  - 会計学
  - 企業家・小企業経営学
  - マーケティング論
- 経営情報システム
  - 経営情報システム・管理経営学専攻
- 製造工学
- 機械工学
- 看護学（OHSU 看護学部へ）
- 業務管理論
- 放射線科学
  - 放射線科学・核医学技術専攻
- 再生可能エネルギーシステム
- 呼吸管理
- ソフトウェア工学
- 超音波
  - 診療超音波検査法
  - 血管技術

### 準学士号
- 応用科学系準学士号
  - 緊急医療技術・緊急医療師（OHSUとの共同学位）
  - オフィス・システム技術
  - 呼吸管理
- 文系準学士号（Oregon Block Transfer）
- 工学系準学士号
  - 情報工学
  - 電子工学
  - ソフトウェア工学

## 主な出身者
- ベニー・アグバヤニ - プロ野球選手
- アール・スネル（英語版） - 政治家、第23代オレゴン州知事